# 修斗
修斗（しゅうと、英: Shooto）は、日本の格闘技及び総合格闘技団体。打撃と組み技の高いレベルでの融合を理想として、これを「打投極（だ、とう、きょく）」と表す。

## 歴史
1984年1月、元新日本プロレスのタイガーマスクこと佐山聡が自らの格闘技理論の研究、実践のために日本で初の総合格闘技ジム「タイガージム」を開設したことに始まる。ここでの格闘技は初期の「新格闘技」という名称を経てプロレスの隠語であるシュートから「シューティング」と呼ばれたが、射撃競技との混同を避ける等の理由から後に「斗いを修める（たたかいをおさめる）」という意が当てられて修斗という名称となった。
当時、関節技などのサブミッションホールドはプロレスにおける裏技的なものであり、プロでも「技は教えてもらうものではなく盗むもの」という風潮があり、やられることによって逃げ方を覚え、後輩にかけて覚えるという指導方法が常態化し、技術体系が確立されていなかった。佐山はそのプロの技を一つ一つ言葉で説明して体で実践して生徒（素人）に指導した。これがのちの総合格闘技の源となっており、この佐山の思想がなければ今日の格闘技は存在し得なかった。
初期には技術の体系化の他、専用のヘッドギア、オープンフィンガーグローブ、レガース等の開発が行われた。また、普及や運営に際してスポーツや武道の精神が導入され、特に重要視された。その後、競技人口の増加にともない1987年に修斗協会が設立され、1989年5月18日にプロ第1戦「初代チャンピオンシリーズPART1」が行われた。1996年には修斗コミッションが設立された。
1996年に佐山が一切の運営から身を引くものの、このころから2000年ごろまでは佐藤ルミナ、桜井"マッハ"速人、宇野薫らがファッションやサブカルチャーの分野で取り上げられ人気を博した。一方で総合格闘技の隆盛とともに、有力なプロ選手が修斗を採用しない団体へ活動の場を移すことが多くなっていった。
1999年に興行運営会社「サステイン」を設立。以降、都内におけるプロ修斗興行のほとんどを同社が主催に当たる（東京以外では地元プロモーター主催となるが、サステイン主催あるいは共催となる興行もある）。
2003年、インターナショナル修斗コミッションを設立。ランキングが世界、環太平洋、欧州、米大陸に分かれる。また、1994年より年1回行われている全日本アマチュア修斗選手権をはじめとして、アマチュアの大会が日本全国各地で行われるようになっている。日本国外への普及も進み、各地域で公式な団体による大会が開催されるようになった。2005年に各地区で公式タイトルの運用が始まり、プロ選手が来日することなく実績を上げる例が増えるようになっている。同様にアマチュアの大会も整備が進められ、2006年にはヨーロッパ選手権が開催され、2009年に創立20周年を迎えた。
2010年末に朝日昇を中心とする一部ジム関係者および協会関係者より指摘された経営不透明、理事選出不透明、納税の不徹底などの問題からはじまった混乱は、2011年8月5日、ISC（インターナショナル修斗コミッション）コミッショナーである浦田昇が、混乱収束のため同日付で日本修斗協会全理事並びに役員を罷免し、理事会の解散を命じた。今後、日本修斗協会はISCの管理下に置き、日本修斗協会の運営は浦田の裁定で行われることになり、アマチュア大会、新人王トーナメントの実施などは、必要に応じて運営実行委員会を組織し、その組織によって運営することとなった。
2012年10月1日に一般社団法人化。2014年1月16日にコミッショナーであり一般社団法人化した日本修斗協会の会長も務めていた浦田昇が死去。2015年6月21日にTORAO NATION STATE主催の広島市中小企業会館大会において、修斗初のケージでの公式戦を実施した。
2016年4月20日にUFCファイトパスでの放送を開始した。4月23日、サステイン主催の舞浜アンフィシアター大会において、修斗初のケージでのタイトルマッチを実施した。7月17日より、後楽園ホールで行われる修斗公式戦をケージで実施することを発表した。

## 理念
佐山聡が修斗に携わる者の心構えとして説いたもの。

「打て」という”打”ではなく「投げろ」という”投”ではなく「極めろ」という”極”ではない。

また単に打・投・極を総合的に斗えばいいというものでもない。

自然なる斗いの流れの中での技術が途切れなく連係し、なめらかに回転することが修斗の姿である。

そして斗いを修めていく修斗の思想が、競技者を人格的に正しく導く。それこそが修斗の理念である。

礼に始まり礼に終わる。礼の姿勢こそが修斗の基本姿勢であり、自然に礼を発せられることが、修斗体得の第一歩である。

修斗創始者  佐山聡

## 技術
修斗で用いられる技術は総合格闘技と同様である。パンチやキックなどの打撃、または関節技、絞め技をもって相手を制するのを狙い、それを行いやすい有利な状態を作り出すためにテイクダウンやポジショニングの技術が用いられる。

## 試合形式・ルール
国や地域によって異なる場合もあるが、選手の技術レベルや実績によりクラス分けされ、それぞれのクラスにルールや試合形式が設定されている。プロアマ共通の事項として、マウスピースやファウルカップ、オープンフィンガーグローブの着用義務があげられる。ルール面では頭突き、掌底打ち等が反則行為となる。また、選手がダウンした場合はレフェリーが10カウント以内に続行を確認できるまでカウントを行い、その間相手の選手はニュートラルコーナーで待機させられる。このダウンカウント方式はプロでは2009年から廃止され、打撃のダウン後も試合は続行されるようにルールが変更された。その後アマでもダウンカウントは廃止されている。

### プロ
試合はリングあるいはケージで行われ、1ラウンド5分、ラウンド間に1分のインターバルという形式で行われる。選手は実績によりクラスAとクラスBというカテゴリーに属し、クラスAは3ラウンド、クラスBは2ラウンドで試合が行われる。グラウンド（足の裏以外の部位が継続的に接地している状態）の選手の頭部への蹴り、膝蹴りは反則行為となる。

### アマチュア
試合はリングの他、柔道場、円形のマットで行われる。ヘッドギアやレガース等の防具の着用を義務付けられる。グラウンドの選手への攻撃は頭部への打撃およびあらゆる部位への膝蹴り等は禁止されている（2019年5月より施行）。組み技の攻防ではテイクダウンやポジショニング等にポイントが設定されており、ポイントの得点が判定の際の基準となる。主要な大会ではクラスCのルールが採用され、4分1ラウンドまたは3分2ラウンドで試合が行われる。他にも初心者のためのクラスや女子選手のためのクラス等が設定されており、それぞれのクラスにおいて個別のルールが定められている。

### 修斗グラップリング
一切の打撃を反則とし、組み技のみで行われる修斗。防具やオープンフィンガーグローブは着用しない。4分1ラウンドまたは3分2ラウンドで試合が行われる。一本による勝利の他、一定のポイントを得点するとその時点で勝利となる。プロ選手も参加可能。2012年2月1日付けで廃止。

### 勝敗
- 一本（Submission、S） - 関節技や絞め技を極められた選手がタップ、あるいはギブアップした場合。
- テクニカル一本（Technical Submission、TS） - 関節技や絞め技によるレフェリーストップ。
- ノックアウト（KnockOut、KO） - ダウンした選手が10カウント以内に試合続行の意思を示せなかった場合。
- テクニカルノックアウト（Technical KnockOut、TKO） - 打撃や関節技によるレフェリーストップやセコンドのタオル投入があった場合。
- 判定
- 反則失格

### ルールの変遷
2008年9月1日より、グラウンド状態では後頭部への加撃が禁止となった。また2009年1月1日より、有効な打撃でダウンしても、レフェリーストップが無い場合は試合続行となり、10カウントは廃止された。
2015年1月1日より、各階級の名称は従来のまま、体重のリミットがネバダ州アスレチック・コミッション基準に変更となった。後頭部への攻撃が全面禁止となった。対戦する両選手がクラスAかつプロフェッショナル修斗公式戦の3R以上のとき、対戦する両選手の合意がある場合のみ肘打ちが解禁となった。
2015年4月1日より、プロフェッショナル修斗公式戦の3R以上での試合での肘打ちとコーナーやロープを押す行為を解禁。また、足の甲の踏み付けと腎臓への攻撃が禁止となった。
2017年1月1日より、各階級の名称がネバダ州アスレチック・コミッションと同じ階級名称に変更となった。プロフェッショナル修斗公式戦全ての試合で肘打ちが解禁となった。
2023年11月10日より、プロフェッショナル修斗公式ルールの第8章チャンピオンシップ第26条【チャンピオン】の条文から「同一の者が同時に複数のクラスのチャンピオンになることは認めない」を削除。

## 階級・王座
プロ、アマチュア同様に以下の階級が体重別に設定されている。

### 男子
| 階級名称         | 体重                        | 王者                    | 防衛回数 |
| ---------------- | --------------------------- | ----------------------- | -------- |
| スーパーヘビー級 | 120.2kgから無制限（+265lb） | 空位                    |          |
| ヘビー級         | 120.2kg以下（-265lb）       | 空位                    |          |
| ライトヘビー級   | 93.0kg以下（-205lb）        | 空位                    |          |
| ミドル級         | 83.9kg以下（-185lb）        | 岡見勇信                | 0        |
| ウェルター級     | 77.1kg以下（-170lb）        | エルナニ・ペルペトゥオ  | 1        |
| ウェルター級     | 77.1kg以下（-170lb）        | 住村竜市朗 （暫定王者） | 0        |
| ライト級         | 70.3kg以下（-155lb）        | キャプテン☆アフリカ     | 0        |
| フェザー級       | 65.8kg以下（-145lb）        | SASUKE                  | 3        |
| バンタム級       | 61.2kg以下（-135lb）        | 齋藤奨司                | 0        |
| バンタム級       | 61.2kg以下（-135lb）        | 永井奏多 （暫定王者）   | 0        |
| フライ級         | 56.7kg以下（-125lb）        | 関口祐冬                | 0        |
| ストロー級       | 52.2kg以下（-115lb）        | 田上こゆる              | 0        |

### 女子
| 階級名称         | 体重                 | 王者                        | 防衛回数 |
| ---------------- | -------------------- | --------------------------- | -------- |
| ストロー級       | 52.2kg以下（-115lb） | 藤野恵実                    | 0        |
| ストロー級       | 52.2kg以下（-115lb） | パク・ボヒョン （暫定王者） | 0        |
| スーパーアトム級 | 50.0kg以下（-110lb） | 渡辺彩華                    | 0        |
| アトム級         | 47.6kg以下（-105lb） | 古賀愛蘭                    | 0        |

## 加盟団体
- VTJ
- HOOKnSHOOT
- SuperBrawl
- Absolute Fighting Championship
- Ironheart Crown
- Warriors Quest
- World Freestyle Fighting
- Shooto Brazil
- Punishment in Paradise
- リトアニア・ブシドー協会

## テレビ放送・ネット配信
- ABEMA

過去
- FIGHTING TV サムライ
- J SPORTS 『プロフェッショナル修斗』

## 修斗を扱った作品
- オールラウンダー廻（作者：遠藤浩輝）
- VTJ前夜の中井祐樹（作者：増田俊也）